# Cha (cognome)
Cha (차?, 車, 次?) è un cognome di lingua coreana.

## Possibili trascrizioni
Ch'a, Chah, Char.

## Origine e diffusione
Il clan Yeonan Cha è l'unico bon-gwan. L'antenato fondatore fu Cha Hyo-jeon, figlio di Yu Ch'a-dal (X secolo d.C.). La maggior parte dei membri del clan vive nelle province di Gyeongsang, Hwanghae e Pyongan. In Corea del Sud nel 2000 c'erano 180.589 persone chiamate Cha. Il cognome cinese Che è scritto con lo stesso carattere.
Si tratta del 38º cognome per diffusione in Corea secondo i dati del Korean National Statistics Office del 2015. Nel Paese è portato da circa 194788 persone.

## Persone
- Cha Bum-kun, allenatore di calcio ed ex giocatore sudcoreano
- Cha Bum-seok, drammaturgo e regista sudcoreano
- Cha Chol-ma, uomo d'affari nordcoreano
- Cha Chung-hwa, attrice sudcoreana
- Cha Do-jin, attore sudcoreano
- Cha Dong-min, taekwondoka sudcoreano
- Cha Du-ri, calciatore sudcoreano
- Cha Eun-woo (nato Lee Dong-min), cantante, attore e modello sudcoreano, membro della boyband Astro
- Cha Gi-suk (1986-2021), calciatore sudcoreano
- Cha Gui-hyun, calciatore sudcoreano
- Cha Han-sik, corridore sudcoreano
- Cha Hak-yeon (nome d'arte N), cantante sudcoreano, membro della boyband VIXX
- Cha Hong (nato Kim Hyo-suk), parrucchiere sudcoreano
- Cha Hui-rim, politico nordcoreano
- Cha Hun, cantante e attore sudcoreano, membro della band N.Flying
- Cha Hwa-yeon, attrice sudcoreana
- Cha Hyon-hyang, judoka sudcoreano
- Cha Hyo-sim, giocatore di ping pong nordcoreano
- Cha Hyun-ok (nome d'arte Yuri), cantante sudcoreano
- Cha Hyung-won (1890-1972), sudcoreano tesoro nazionale vivente
- Cha In-pyo, attore sudcoreano
- Cha Jin-ho, curler su sedia a rotelle sudcoreano
- Cha Jun-hwan, pattinatrice olimpica sudcoreana
- Cha Seung-won, attore sudcoreano
- Cha Sun-woo (nome d'arte Baro), cantante e rapper sudcoreano, membro della boyband B1A4
- Cha Tae-hyun, attore sudcoreano
- Theresa Hak Kyung Cha, scrittrice coreano-statunitense
- Victor Cha, accademico, autore ed ex consigliere nazionale di politica estera coreano-statunitense
- Virginia Cha, conduttrice giornalistica coreano-statunitense